# Appendicula purpurascens
Appendicula purpurascens är en orkidéart som beskrevs av Carl Ludwig von Blume. Appendicula purpurascens ingår i släktet Appendicula och familjen orkidéer. Inga underarter finns listade i Catalogue of Life.